# غبغبکی‌های نیوزیلند
غبغبکی‌های نیوزیلند (نام علمی: Callaeatidae) نام یک تیره از راسته گنجشک‌سانان است.

## نگارخانه

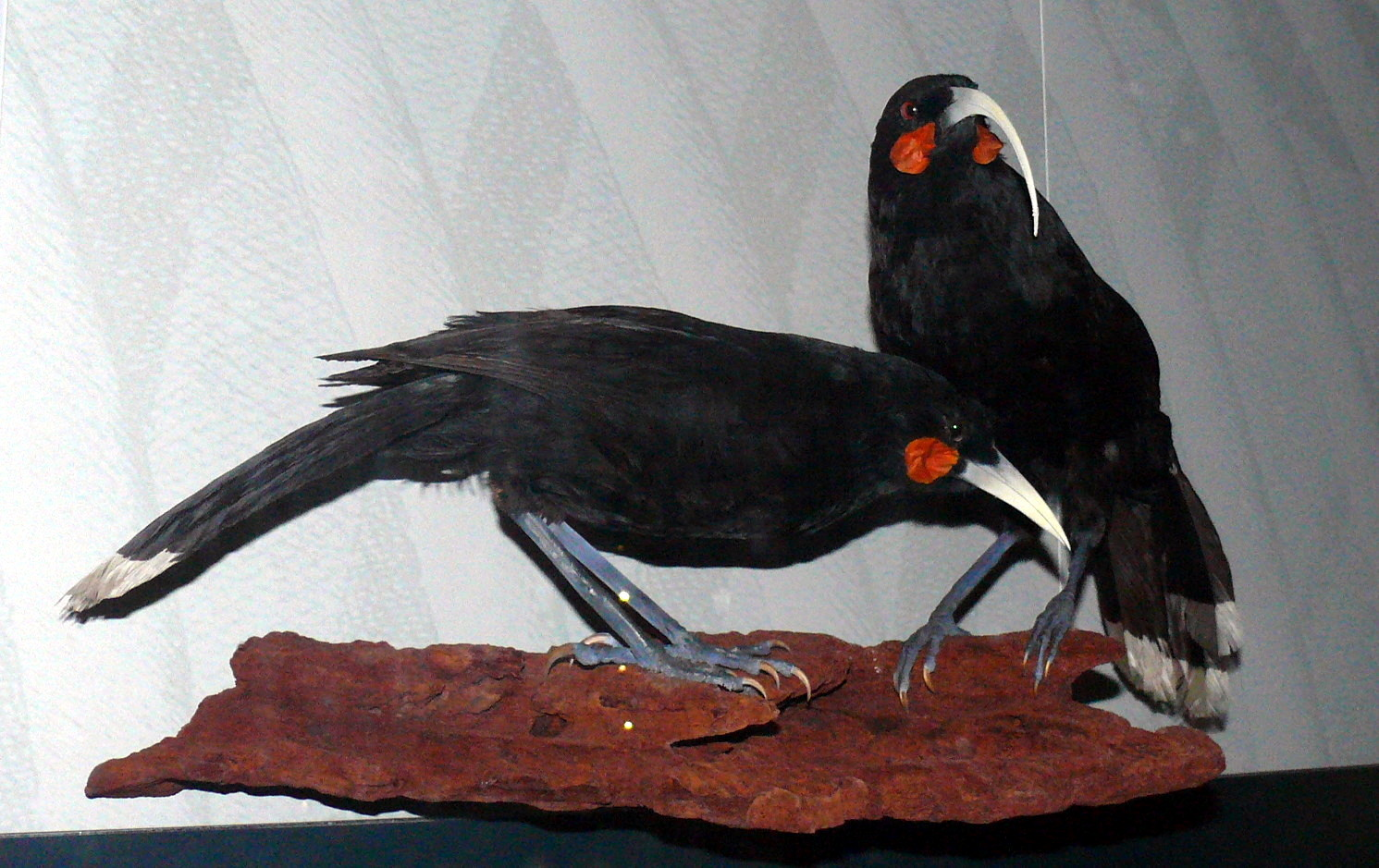
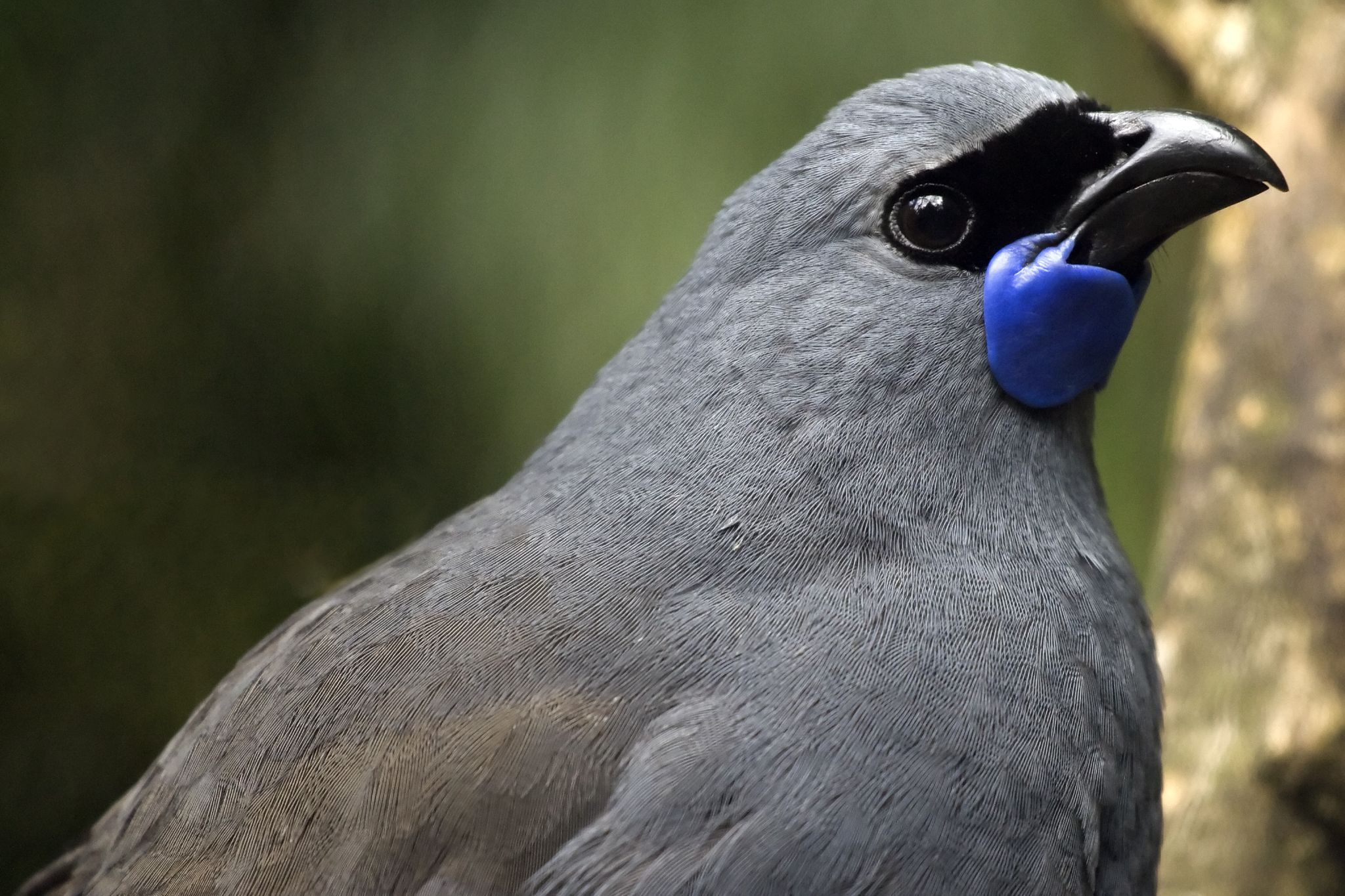
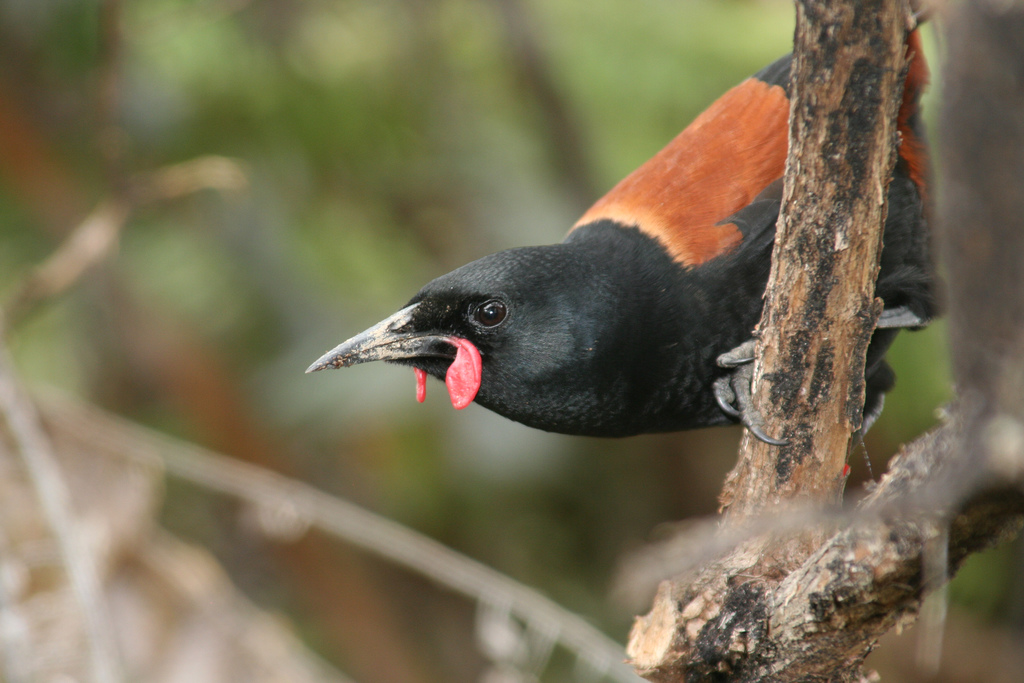